# Tōjirō Kubo
Tōjirō Kubo (japanisch 久保 藤次郎 Kubo Tōjirō; * 5. April 1999 in der Präfektur Aichi) ist ein japanischer Fußballspieler.

## Karriere
Tōjirō Kubo erlernte das Fußballspielen in der Universitätsmannschaft der Chukyo University. Seit dem 17. Juni 2021 ist er von der Universität an den Fujieda MYFC ausgeliehen. Der Verein aus Fujieda, einer Stadt in der Präfektur Shizuoka, spielt in der dritten japanischen Liga. Sein Drittligadebüt gab Tōjirō Kubo am 26. Juni 2021 (13. Spieltag) im Heimspiel gegen Tegevajaro Miyazaki. Hier wurde er in der 69. Minute für Kōki Matsumura eingewechselt. Fujieda gewann das Spiel 2:1. 2021 absolvierte er sechs Ligaspiele für den Drittligisten. Nach Ende der Ausleihe wurde er am 1. Februar 2022 fest von Fujieda unter Vertrag genommen. Am Ende der Saison 2022 feierte er mit dem Verein die Vizemeisterschaft und den Aufstieg in die zweite Liga. Ende Juli 2023 wechselte er in die erste Liga. Hier unterschrieb er einen Vertrag bei Nagoya Grampus. Im August 2024 wurde er an den ebenfalls in der ersten Liga spielenden Sagan Tosu ausgeliehen. Für den Verein aus Tosu bestritt er sieben Ligaspiele. Am Ende der Saison 2024 belegte er mit Sagan Tosu den letzten Tabellenplatz und musste somit in die zweite Liga absteigen. Nach Vertragsende bei Nagoya Grampus unterschrieb er im Januar 2024 einen Vertrag beim Erstligisten Kashiwa Reysol.

## Erfolge
Fujieda MYFC
- Japanischer Drittligavizemeister: 2022  ▲